# NetJets
A NetJets é uma empresa privada de táxi aéreo, de aviões a jato executivos, formada em 1986, que oferece propriedade fracionada e aluguel de jatos privados. É três vezes maior do que o total dos seus quatro concorrentes mais próximos juntos e tem a sua sede localizada em Columbus, Ohio. O seu centro de operações europeu, NetJets Europa, localiza-se em Oeiras.
Voa para mais de 5000 aeroportos em todo o mundo, efetuando 66 mil voos por ano. Só na Europa, a NetJets tem uma frota de mais de 100 aviões, tornando-a dona da maior frota privada de aviões mundial.

## História
Duas décadas depois de terem deixado uma marca indelével na História durante a II Guerra Mundial, em 1964, três pilotos reformados da Força Aérea norte-americana – Curtis LeMay, Paul Tibbets e Bruce Sundlun – juntaram-se a dois entertainers - James Stewart e Arthur Godfrey - para criar a Executive Jet Aviation (EJA), a antecessora da NetJets e uma das primeiras empresas de gestão de aviões do mundo.
Em 1984, Richard Santulli adquiriu a EJA (Executive Jet Aviation). Crescendo a um ritmo estável, continuamente procurando melhorar os serviços prestados em conjunto com as melhores formas de segurança, com novos aviões, instalações e programas à escala global, a NetJets foi cimentando a sua posição no mercado e nos livros de recordes, até que em 1995 um dos seus clientes mudou a história da empresa.
Warren Buffet, um dos maiores investidores do século XX e CEO da Berkshire Hathaway, aderiu ao programa NetJets como cliente, em 1995, e a impressão com que ficou dos serviços prestados pela empresa, levou-o a adquiri-la em 1998, adicionando-a ao império Hathaway.
Desde então, a NetJets teve acesso a recursos inigualáveis, permitindo o investimento constante em tudo o que seja necessário para o seu contínuo sucesso. No dia 11 de junho de 2012, a NetJets fez a maior encomenda da história da aviação privada: Uma encomenda efetiva de 75 jatos Bombardier Challenger 350 e 25 Bombardier Challenger 650, com opções adicionais de 125 Challenger 350 e 50 Challenger 650. No mesmo dia, foram também pedidos 25 Cessna Citation Latitude com opções para mais de 125.

## Serviços
A NetJets destaca-se pelo serviço de Propriedade Fracionada de Jatos Executivos Privados, através de vários programas adequados a cada cliente.
O programa “cliente NetJets” destina-se àqueles que planeiam voar mais de 50 horas anualmente, através da aquisição de uma quota de avião similar ao número de horas planeadas. Os proprietários têm acesso garantido (50-400 horas anuais, dependendo da sua participação) a todos os jatos com um aviso de pelo menos 4 horas de antecedência. 
Para empresas ou privados que solicitem menos do que o mínimo estipulado de 50 horas de voo e de um compromisso de 5 anos para serviços de propriedade fracionada, estes poderão aderir ao programa “Cartão Jato Privado”. Este programa é um produto que permite ao cliente obter a experiência etJets com planos de 25 horas.
Além destes serviços e programas de Propriedade Fracionária, a NetJets oferece serviços de gestão e manutenção àqueles que comprarem a totalidade dos aviões da sua frota, através da subsidiária Executive Jet Management.

## Subsidiárias

### NetJets Europa
A NetJets Europa funciona a partir de Lisboa, Portugal. A competência e experiência dos seus pilotos permitir-lhes-ia viajar confortavelmente em qualquer um dos seus jatos. Mas na NetJets, os pilotos apenas conduzem um avião. A NetJets realça que todos os treinos e voos são apenas para direcionados para um jato único, para que o conhecimento do seu desempenho, recursos e plataformas de voo fiquem tão perto da perfeição quanto possível. 
Detentora da maior frota privada da Europa, controla mais de 100 aviões europeus que voam para 900 aeroportos em todo o continente, incluindo as poucas centenas de rota para voos comerciais; Os seus 600 pilotos são recrutados das forças aéreas europeias e das principais companhias aéreas comerciais, em conjunto com uma equipa de apoio composta por especialistas. 
A NetJets é um contributo significativo para a economia portuguesa. Dos grandes investimentos que decorreram na última década, compreende-se o desenvolvimento de um centro de operações centralizado em Lisboa e que emprega mais de 500 profissionais qualificados. Juntamente com o centro de operações, a NetJets Europa abriu ainda, em 2010, um centro de treinos centralizado que oferece formação a cerca de 900 funcionários por ano. 
A NetJets Europe estima que desde de 2008 se tenha gasto cerca de 105 milhões de euros em materiais com empresas portuguesas na configuração e operação das suas instalações em Lisboa. Ao todo, a NetJets' conta com mais de 1200 funcionários.

### NetJets China
NetJets Asia é o membro mais recente da família NetJets. Funcionará como uma Joint Venture entre a NetJets China Business Aviation Limited, um consórcio de investidores chineses liderados pela Hony Jinsi Investment Management Limited, uma subsidiária da Hony Capital e o grupo Li & Fung.
As operações tiveram início em 2014 e vão funcionar a partir da sede em Zhuhai. No entanto, a entrada no mercado chinês por parte da NetJets focar-se-á apenas na parte da gestão e charters, sem incluir a Propriedade Fracionária pela qual a empresa é conhecida.

## Frota
A NetJets tem acesso a 700 jatos em todo o mundo. 150 dos quais incluídos na maior frota privada de aviões da Europa.
Existem 8 tipos de jatos diferentes utilizados pela NetJets, desde o Phenom 300 de 7 lugares, até ao Global 6000 de 14 lugares. Além destes, a NetJets tem também aviões personalizados e especificados para cada cliente na sua “Signature Series”, apresentando a experiência desenvolvida pela empresa ao longo dos seus 50 anos de atuação no setor da aviação privada.

### Frota NetJets
- Cessna Citation Bravo
- Cessna Citation Excel/XLS
- Hawker 750/800 XP
- Dassault Falcon 2000/2000 EX
- Gulfstream G550

### NetJets Signature Series
- Embraer Phenom 300
- Bombardier Challenger 350
- Bombardier Global 6000